# (36329) 2000 LU35
2000 أل يو 35 (ويعرف أيضًا باسم (36329) 2000 أل يو 35 وفق تسمية الكوكب الصغير) (بالإنجليزية: 2000 LU35)‏؛ هو كويكب ضمن حزام الكويكبات.
اكتُشف هذا الجُرم الفلكي بواسطة مرصد لويل للبحث عن الأجرام القريبة من الأرض في 1 يونيو 2000، وترتيبه 36329 من حيث الاكتشاف.

## الوصف
اكتُشف 363292000LU في 1 يونيو 2000 في مرصد محطة أندرسون ميسا، الواقع في مقاطعة كوكونينو، أريزونا في الولايات المتحدة، بواسطة مشروع مرصد لويل للبحث عن الأجرام القريبة من الأرض (بالإنجليزية: Lowell Observatory Near-Earth-Object Search)‏ LONEOS. وقد رصد المشروع 1,088 مشاهدة للكويكب إلى غاية 25 أغسطس 2021 بتوقيت منطقة المحيط الهادئ، أي في مدة قدرها 11,626 يومًا (31.9 عام). تستغرق الفترة المدارية للكويكب 1,340 يومًا (3.7 عام).

## الخصائص المدارية
يتميز مدار هذا الكويكب بنصف محور رئيسي يبلغ 2.38 وحدة فلكية، وحضيض قدره 1.83 وحدة فلكية، وانحراف قدره 0.233 وزاوية ميلان 5.62 درجة بالنسبة لمسار الشمس. بسبب هذه الخصائص، أي نصف المحور الرئيسي بين 2 و3.2 وحدة فلكية وحضيض أكبر من 1,666 وحدة فلكية، يُصنف هذا الجُرم الفلكي وفقًا لقاعدة بيانات مختبر الدفع النفاث لأجرام النظام الشمسي الصغيرة كائنًا من حزام الكويكبات الرئيسي.

## الخصائص الفيزيائية
يُقدر القدر المطلق (H) لـ363292000LU بـ15.59 ووضاءته بـ0.057، مما يمكِّن تقدير قطره بـ 4.637كم. استُخلصت هذه النتائج بفضل ملاحظات مستكشف الأشعة تحت الحمراء عريض المجال (WISE)، وهو مرصد فضائي أمريكي وُضع في المدار في عام 2009 ويراقب السماء بأكملها بالأشعة تحت الحمراء، في عام 2011، نُشرت النتائج الأولى المتعلقة بالكويكبات من الحزام الرئيسي.

## وصلات خارجية
- (36329) 2000 LU35 في قاعدة بيانات مختبر الدفع النفاث لأجرام النظام الشمسي الصغيرة

- الاكتشاف · مخطط المدار ·  العناصر المدارية · المعلمات المادية

- (36329) 2000 LU35 على موقع ويكي سكاي: DSS2, SDSS, GALEX, IRAS, Hydrogen α, X-Ray, Astrophoto, Sky Map, Articles and images